# ایشتین
ایشتین، (قرن پنجم پیش از میلاد) یک شاهدخت هخامنشی، دختر داریوش بزرگ بود. ایشتین با بکیه ساتراپ لیدیه ازدواج کرد و آن‌ها صاحب پسری به نام مردونته شدند که در سال ۴۸۰ پ‌م ارتش پارس  را در نبرد میکال فرماندهی کرد. نام ایشتین در الواح گلی پارسه وجود دارد که به عنوان همسر بکیه دو گوسفند دریافت کرده است.